# رئيس الولايات المتحدة بالوكالة

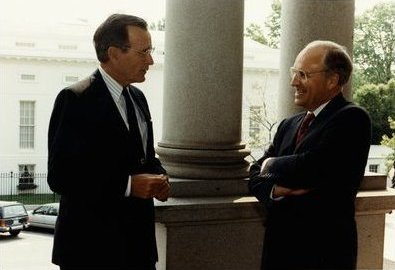
جورج دبليو بوش وتشيني - 1991

رئيس الولايات المتحدة بالوكالة أو رئيس الولايات المتحدة بالإنابة أو رئيس الولايات المتحدة المؤقت هو فرد يمارس بشكل شرعي سلطات وواجبات رئيس الولايات المتحدة على الرغم من أن هذا الشخص لا يشغل المنصب في حد ذاته. هناك تسلسل رئاسي ثابت للنيابة يمكن من خلاله دعوة مسؤولي الحكومة الفيدرالية للولايات المتحدة لتولي مسؤوليات رئاسية إذا أصبح الرئيس الحالي عاجزًا، أو توفي، أو استقال، أو تمت إقالته من منصبه (عن طريق عزل من قبل مجلس النواب وإدانة لاحقة من قبل مجلس الشيوخ) خلال فترة رئاستة التي تبلغ أربع سنوات، أو إذا لم يتم اختيار الرئيس المنتخَب قبل يوم التنصيب أو إذا فشل في التأهل بحلول ذلك التاريخ.
يُشار إلى النيابة الرئاسية عدة مرات في دستور الولايات المتحدة بما في ذلك المادة الثانية، القسم 1، البند 6، وكذلك التعديل العشرون و‌التعديل الخامس والعشرون. نائب الرئيس هو صاحب المنصب الوحيد المحدد في الدستور كنائبٍ للرئاسة. يخول بند النيابة في المادة الثانية للكونغرس تحديد أصحاب المناصب الفيدرالية الذين سينضمون إلى الرئاسة إذا كان نائب الرئيس غير قادر على القيام بذلك، وهو وضع لم يحدث أبدًا. اعتُمدَ قانون الخلافة الرئاسية الحالي في عام 1947 ونُقِّح آخر مرة في عام 2006. يكون ترتيب النيابة على النحو التالي: نائب الرئيس، ورئيس مجلس النواب، والرئيس المؤقت لمجلس الشيوخ، ثم رؤساء الدوائر التنفيذية الاتحادية المؤهلين الذين يشكلون حكومة الرئيس بترتيب تشكيل القسم، بدءًا من وزير الخارجية.
يتولى نائب الرئيس رئاسة الولايات المتحدة على الفور في حالة وفاة الرئيس أو استقالته أو إقالته من منصبه. وبالمثل، إذا مات الرئيس المنتخب خلال الفترة الانتقالية، أو رفض الخدمة فإن نائب الرئيس المنتخب سيصبح رئيسًا في يوم التنصيب. يمكن لنائب الرئيس أيضًا أن يصبح الرئيس بالنيابة إذا أصبح الرئيس عاجزًا، وفي حالة شغور كل من الرئاسة ونائب الرئيس، فإن النائب القانوني المطلوب لن يُصبح رئيسًا، بل سيتولى منصب الرئيس فقط. حتى الآن، شغل ثلاثة نواب للرئيس جورج إتش دبليو بوش (مرة واحدة) وديك تشيني (مرتين) وكمالا هاريس (مرة واحدة) منصب الرئيس بالإنابة، ولم يتصرف أي شخص أدنى في خط الخلافة الرئاسي بهذه الطريقة.